# Лабораторна система
Лаборато́рна систе́ма — термін, який вживається при розгляді задач розсіювання для позначення системи відліку, зв'язаної із спостерігачем.
Лабораторна система — це та система відліку, в якій проводяться експерименти. Теоретичні розрахунки ймовірності розсіювання частинок зазвичай проводяться в системі центру мас.

## Співвідношення між лабораторною системою й системою центру мас
При переході від однієї системи відліку до іншої змінюються значення кута розсіювання.
Якщо {\displaystyle \Phi } — кут розсіювання в системі центру мас, а
{\displaystyle \theta } — кут розсіювання в лабораторній системі, то між ними існує співвідношення
{\displaystyle {\text{tg}}\,\theta ={\frac {\sin \Phi }{m_{1}/m_{2}+\cos \Phi }}},
де {\displaystyle m_{1}} — маса частинок пучка, а {\displaystyle m_{2}} — маса частинок мішені.
Аналіз цієї формули показує, що частинки, розсіяні в системі центру мас на різні кути, можуть мати однаковий кут розсіювання в лабораторній системі.
Відповідно, перетини розсіювання зв'язані співвідношенням
{\displaystyle \sigma (\theta )=\sigma (\Phi ){\frac {(1+\gamma ^{2}+2\gamma \cos \Phi )^{3/2}}{|1+\gamma \cos \Phi |}}},
де {\displaystyle \gamma =m_{1}/m_{2}}.